# María Gay

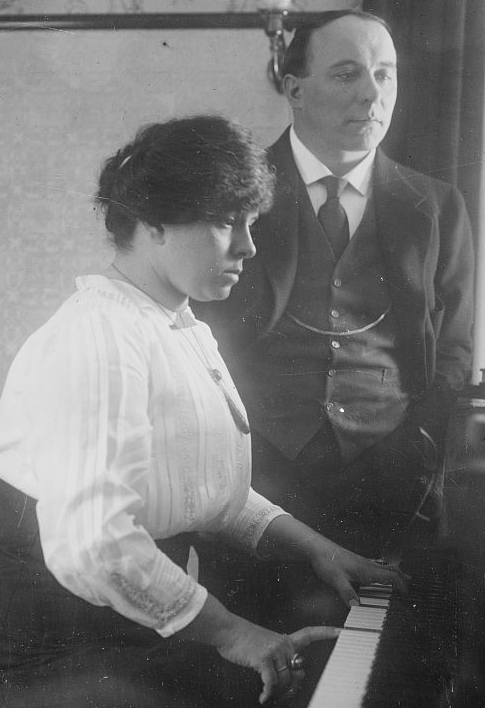
María Gay y Giovanni Zenatello.

Maria Lourdes Pichot i Gironès (o Pitchot y Gironès), conocida artísticamente como María Gay (Barcelona, 12 de junio de 1876-Nueva York, 29 de julio de 1943), fue un mezzosoprano española de origen catalán.
Hermana del pintor Ramón Pichot i Gironès, conoció al compositor Joan Gay i Planella en el Orfeón Catalán, con quien se casó y actuó como solista, adoptando el nombre artístico de María Gay. Formó parte, con su marido, del grupo de artistas modernistas de Barcelona de finales de siglo XIX cantando en los conciertos de la Institución Catalana de Música, en los de la coral Cataluña Nueva y en el Ateneo de Barcelona. 
Debutó en el teatro con una zarzuela, obra de Josep Maria Jordán y del maestro Morera. Amplió estudios en Bruselas, donde debutó en 1902 en el Théâtre de la Monnaie. Desde entonces alcanzó grandes éxitos en Europa (Londres, 1906; París, 1906; Milán, 1906, etc), especialmente con Carmen de Bizet, que en 1928 cantaría en el Liceo de Barcelona. Triunfó también en Cuba, donde hay que subrayar el concierto en el Teatro Nacional de La Habana. En 1908 fijó su residencia en Nueva York, donde actuó en varios teatros estadounidenses como el Metropolitan Opera House. Se divorció de Juan Gay y en 1913 se casó con el empresario y tenor Giovanni Zenatello, el iniciador de los espectáculos en el Festival de Verona y con el que en 1927 abrió una academia de canto en Nueva York.